# Zabójczyni
Zabójczyni (chiń. 刺客聶隱娘; pinyin Cìkè Niè Yǐnniáng) – tajwański film akcji z 2015 roku w reżyserii Hou Hsiao-hsiena, zrealizowany w koprodukcji z Chinami, Hongkongiem i Francją.
Światowa premiera filmu miała miejsce 21 maja 2015 roku, podczas 68. MFF w Cannes, w ramach którego obraz brał udział w konkursie głównym. Na tym festiwalu reżyser filmu Hou Hsiao-hsien otrzymał nagrodę za najlepszą reżyserię.
Polska premiera filmu miała miejsce 23 lipca 2015 roku, w ramach 15. MFF Nowe Horyzonty we Wrocławiu. Do ogólnopolskiej dystrybucji film trafił wraz z dniem 18 marca 2016 roku.
Film został wyselekcjonowany jako oficjalny kandydat Tajwanu do Oscara za najlepszy film nieanglojęzyczny podczas 88. ceremonii wręczenia Oscarów; ostatecznie nominacji jednak nie uzyskał.

## Obsada
- Shu Qi jako Nie Yinniang, zabójczyni
- Chang Chen jako Tian Ji’an
- Zhou Yun jako Lady Tian
- Satoshi Tsumabuki jako Szlifiarz luster
- Ethan Juan jako Xia Jing
- Hsieh Hsin-ying jako Huji
- Ni Dahong jako Nie Feng
- Yong Mei jako Nie Tian
- Fang-Yi Sheu jako Księżniczka Jiacheng
- Lei Zhenyu jako Tian Xing
- Han Dong-kyu jako zastępca zastępcy komisarza

i inni

## Nagrody i nominacje
BAFTA
- nominacja: najlepszy film nieanglojęzyczny − Hou Hsiao-hsien

68. MFF w Cannes
- nagroda: najlepsza reżyseria − Hou Hsiao-hsien
- nagroda: najlepsza ścieżka dźwiękowa − Lim Giong
- nominacja: Złota Palma − Hou Hsiao-hsien

Satelity
- nagroda: najlepsze kostiumy − Huang Wen-ying
- nominacja: najlepszy film zagraniczny (Tajwan)